# Майкъл Корита
Майкъл Корита (на английски: Michael Koryta) е американски журналист и писател на произведения, бестселъри в списъка на „Ню Йорк Таймс“, в жанра криминален роман, трилър и хорър. Пише и под псевдонима Скот Карсън (на английски: Scott Carson).

## Биография и творчество
Майкъл Корита е роден на 20 септември 1982 г. в Блумингтън, Индиана, САЩ. Започва да пише от ранна възраст и кореспондира с любимите си автори от 8-годишна възраст. Още в гимназията, 16-годишен, се насочва към криминалистиката и започва да работи за частен детектив като стажант. След завършване на гимназията през 2001 г. следва в университета на Индиана, където получава бакалавърска степен по наказателно правосъдие. По време на следването си пише първите си два романа.
След дипломирането си продължава да работи като частен детектив и като репортер на вестници. Като журналист печели награди от Дружеството на професионалните журналисти. Преподава и в Училището по журналистика на университета на Индиана.
Първият му роман „Tonight I Said Goodbye“ (Тази вечер казах сбогом) от поредицата „Линкълн Пери“ е издаден през 2004 г. Главен герой е частният детектив Линкълн Пери, който е напуснал полицията и работи с бившия си партньор от полицията, пенсионера Джо Притчард. Двамата са наети да разследват смъртта на друг частен детектив, чиято смърт е определена като самоубийство, а семейството му е изчезнало. Следите водят до сделки с недвижими имоти и руската мафия. Книгата печели наградата на пресата „Сейнт Мартин“ за най-добър първи роман.
През 2014 г. е издаден романа му „Those Who Wish Me Dead“ (Тези, които ме искат мъртъв). Романът получава наградата „Бари“ за най-добър криминален роман. През 2021 г. романът е екранизиран от Тейлър Шеридън в едноименния филм с участието на Анджелина Джоли, Ейдън Гилън и Джейк Уебър.
Романите му стават бестселъри и са номинирани за множество литературни награди за криминална литература.
През 2008 г. е удостоен с Наградата за изключителни млади възпитаници от Университета на Индиана, а през 2010 г. е обявен за „отличен възпитаник“ от отдела по наказателно правосъдие.
Майкъл Корита живее със семейството си в Сейнт Питърсбърг, Флорида, и в Блумингтън, Индиана.

## Произведения

### Самостоятелни романи
- Envy the Night (2008)
- So Cold the River (2010)
- The Cypress House (2011)
- The Ridge (2011)
- The Prophet (2012)
- Those Who Wish Me Dead (2014) – награда „Бари“
- How it Happened (2018)
- If She Wakes (2019)
- Never Far Away (2021)
Смъртта не е решение, изд.: ИК „Обсидиан“, София (2021), прев. Милко Стоименов
- An Honest Man (2023)
Един честен човек, изд.: ИК „Обсидиан“, София (2023), прев. Боян Дамянов

### Серия „Линкълн Пери“ (Lincoln Perry)
1. Tonight I Said Goodbye (2004)
2. Sorrow's Anthem (2006)
3. A Welcome Grave (2007)
4. The Silent Hour (2009)

### Серия „Маркус Новак“ (Markus Novak)
1. Last Words (2015)
2. Rise the Dark (2016)

### Участие в общи серии с други писатели

#### Серия „Библиомистерии“ (Bibliomysteries)
35. The Last Honest Horse Thief (2018)
от серията има още 39 романа от различни автори

#### Серия „Писателите на криминални романи на Америка представят“ (Mystery Writers of America Presents)
- When a Stranger Comes to Town (2021)

от серията има още 20 романа от различни автори

### Новели
- The Apex Predator (2013)
- Short Story (2018) – с Карин Клане

### Разкази
- The Cypress House (2011)
- Winter Takes All (2011)
- Calculating Route (2014) – с Джефри Дейвид Грийн
- On the Dark Side of Sunlight Basin (2015)
- Hiking Through (2018)
- Give Me Two (2019)

### Като Скот Карсън

#### Самостоятелни романи
- The Chill (2020)
- Where They Wait (2021)

### Екранизации
- 2021 Те пожелаха смъртта ми, Those Who Wish Me Dead
- ?? So Cold the River